# 公民广场 (赫尔辛基)
公民广场（芬蘭語：Kansalaistori）是一个位于芬兰首都赫尔辛基市中心的广场。其座落在克卢维市区内，芬兰议会大厦旁边。该广场始建于2000年代初期，该区域原为赫尔辛基火车站货运区域。
公民广场现今为倍受欢迎的活动举办场所，这里也是举办游行抗议的地方。

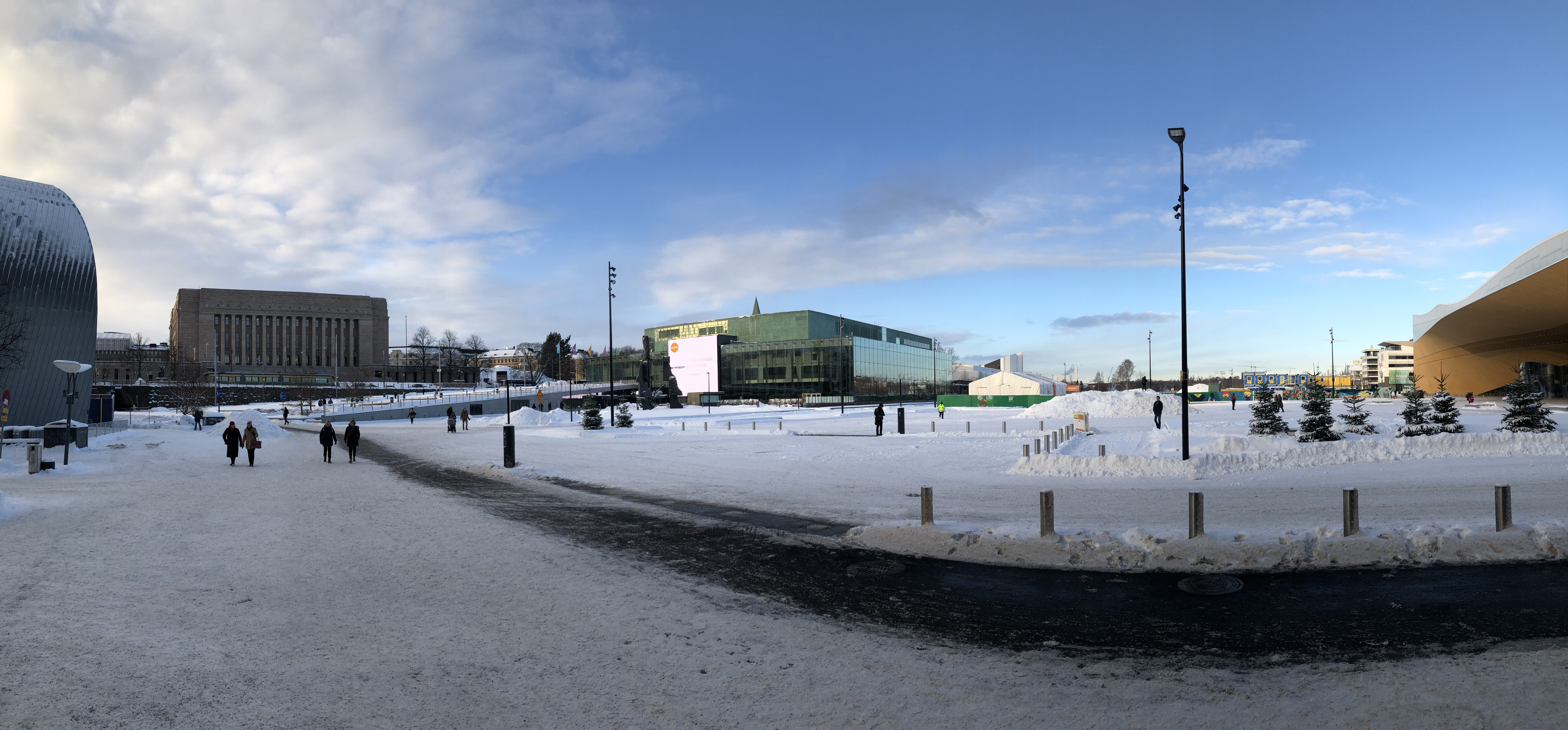
2019年1月时的公民广场，图中从左至右的建筑分别位：基亚斯玛、芬兰议会大厦、赫尔辛基音乐厅和赫尔辛基颂歌中央图书馆